# Artanema fimbriatum
Artanema fimbriatum är en tvåhjärtbladig växtart som först beskrevs av Robert Graham, och fick sitt nu gällande namn av David Don. Artanema fimbriatum ingår i släktet Artanema och familjen Linderniaceae. Inga underarter finns listade i Catalogue of Life.